# Congosto de Valdavia (kommunhuvudort)
Congosto de Valdavia är en kommunhuvudort i Spanien.   Den ligger i provinsen Provincia de Palencia och regionen Kastilien och Leon, i den norra delen av landet, 270 km norr om huvudstaden Madrid. Congosto de Valdavia ligger 976 meter över havet och antalet invånare är 231.
Terrängen runt Congosto de Valdavia är huvudsakligen lite kuperad. Congosto de Valdavia ligger nere i en dal. Runt Congosto de Valdavia är det mycket glesbefolkat, med 5 invånare per kvadratkilometer. Närmaste större samhälle är Guardo, 19,3 km väster om Congosto de Valdavia. Trakten runt Congosto de Valdavia består i huvudsak av gräsmarker.